# Krebsbach (Etzbach)
Der Krebsbach ist ein etwa zwei Kilometer langer Bach im Östlichen Hintertaunus in der Gemarkung von Butzbach im hessischen Wetteraukreis, der aus westlicher Richtung kommend von rechts in den Etzbach mündet.

## Geographie

### Verlauf
Der Krebsbach entspringt auf einer Höhe von etwa 366 m ü. NHN dem Weinborn in einem Mischwald nördlich des Butzbacher Stadtteils Maibach und östlich des Mühlkopfes (383 m ü. NHN).
Der Bach fließt zunächst in südöstlicher Richtung und verlässt nach ungefähr 100 Metern den Wald in die offene Flur.
Er zieht dann in der Flur Im Weinborn durch eine Feuchtwiese. Etwas bachabwärts liegt auf seiner linken Seite ein kleiner Weiher. Kurz danach wird er auf der gleichen Seite von einem aus dem Norden kommenden, etwa 600 Meter langen Bächlein gespeist. Der Krebsbach läuft nun in einem Grünstreifen, welcher im Norden an Mischwald und im Süden an Ackerland grenzt, durch die Flur Ober dem Pfuhl etwa dreihundert Meter östlich von Maibach entlang, unterquert dann die Kreisstraße K 15 (Münsterer Straße) und zieht danach süd-südostwärts durch die Flur Im Molkenborn. Er wird dort von einem Zulauf aus der gleichnamigen Quelle gestärkt.
Der Krebsbach fließt daraufhin südlich der Flur Dillenberg ostwärts in einer schmalen Wiesenmulde, die auf beiden Seiten an Felder grenzt, passiert zwei kleine Weiher rechts und links am Ufer und mündet schließlich auf einer Höhe von etwa 289 m ü. NHN von rechts und Westen in den aus dem Norden kommenden Etzbach, den er selbst nach Länge wie Einzugsgebiet hier deutlich übertrifft und der anschließend ungefähr in Krebsbachrichtung weiterfließt.

### Flusssystem Usa
- Fließgewässer im Flusssystem Usa